# 沃洛達爾斯克區

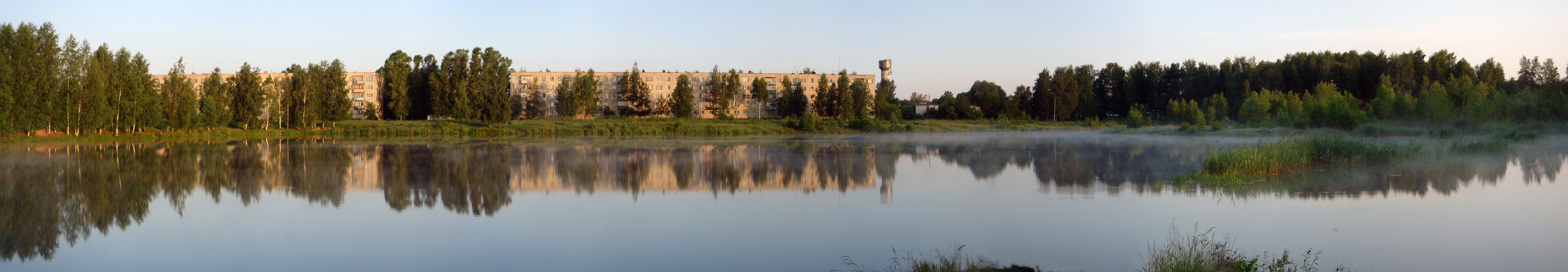

56°14′N 43°12′E / 56.233°N 43.200°E
沃洛達爾斯克區（俄语：Володарский район），是俄羅斯的一個區，位於該國西部，由下諾夫哥羅德州負責管轄，始建於1943年，面積1,045.6平方公里，2010年人口58,807，人口密度每平方公里56.24人。